# John Martens
Henning John Gustav Martens (* 22. Apriljul. / 4. Mai 1875greg. in Libau, Gouvernement Kurland, Kaiserreich Russland; † 4. Juni 1936 in Demmin, Pommern), genannt John Martens, war ein deutscher Architekt und Baukeramiker.

## Leben
Nach seinem Architekturstudium am Polytechnikum Riga, der Königlich preußischen Technischen Hochschule Charlottenburg bei Berlin und der Königlich Württembergischen Technischen Hochschule Stuttgart war Martens von 1900 bis 1906 als Büroleiter und Chefarchitekt des Architekten Bruno Möhring tätig. Dort war er unter anderem für die Gestaltung der deutschen Abteilung auf der Weltausstellung 1904 in St. Louis (Louisiana Purchase Exposition) zuständig.
Danach leitete er bis 1908 die Entwurfsabteilung des Hochbauamtes in Rixdorf bei Berlin, wo er durch seinen reichsweit guten Ruf junge angehende Architekten wie Ludwig Mies van der Rohe, Max Kemper, die Brüder Max Taut und Bruno Taut sowie ihren Partner Franz Hoffmann (spätere Bürogründung Taut & Hoffmann) in das Rixdorfer Hochbauamt zog. Der Architekt Robert Friedrich Goetze wurde sein Nachfolger, als sich John Martens 1908 als Architekt und Baukeramiker selbständig machte und als künstlerischer Berater für Keramikfirmen in Velten in der Mark tätig wurde. Seine von ihm entwickelte, frostsichere und von Architekten sehr geschätzte Martens-Keramik (Baukeramik) wurde durch die Adler GmbH Velten und ab 1913 durch die Richard Blumenfeld Veltener Ofenfabrik AG vertrieben. 1911 begründete er mit dem Architekten Herbert Hans Ruhl das Atelier für Baukeramik in der Schöneberger Nollendorfstraße 33.

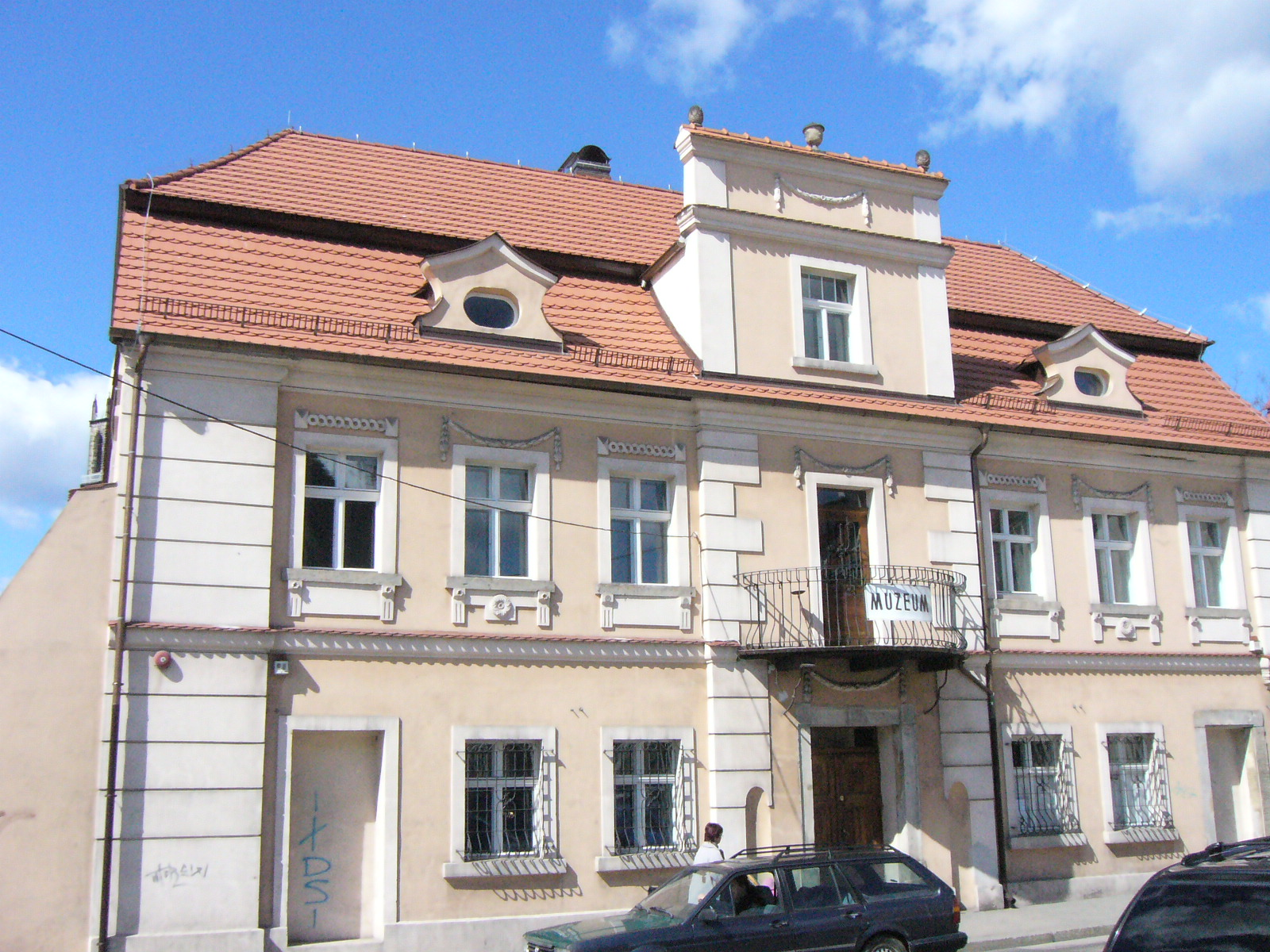
Keramikmuseum in Bunzlau, das auf das Wirken von Martens in diesem Ort zurückgeht

Für den Berliner Baurat Theodor Goecke arbeitete Martens als Bauleiter beim Neubau der 1914–1916 errichteten staatlichen Pflege-/Siechenanstalt in Treuenbrietzen. Außerdem bearbeitete er alle Werkzeichnungen der Pflegeanstalt. Vom Kriegsdienst freigestellt war John Martens von 1917 bis 1920 Architekt und „Bauanwalt“ im Rahmen des Wiederaufbauprogramms für Ostpreußen in Ortelsburg tätig. Anfang der 1920er Jahre gründete er in Ragnit wiederum ein Atelier für Baukeramik und war zeitweise auch als Lehrer für Keramik an der Königsberger Kunstgewerbeschule tätig. 1922 wurde er auf Empfehlung von Hermann Muthesius als Lehrer an die Staatliche Keramische Fachschule Bunzlau berufen. 1925 gründete er in diesem Ort die nächste Keramikwerkstatt (Marke: JMK) und arbeitete auch als Gebrauchsgrafiker. Ab 1934/1935 bis zu seinem frühen Tod im Jahr 1936 versuchte er als freier Architekt und Bauplastiker in Pommern einen Neuanfang.
Martens liegt in Demmin begraben.
1903 gehörte Martens zu den Gründungsmitgliedern des Bundes Deutscher Architekten (BDA) und wurde 1913 in den Deutschen Werkbund (DWB) berufen. Unter Einfluss von August Wagner (Inhaber der Vereinigten Werkstätten für Mosaik und Glasmalerei Puhl & Wagner, Gottfried Heinersdorff), der ab 1932 Mitglied der NSDAP war, trat Martens 1933 der NSDAP bei. 1934 wurde er durch die Eingliederung des BDA (Gleichschaltung) Mitglied der Reichskulturkammer, Fachschaft Architekten.